# Bernhard Schulte-Drüggelte

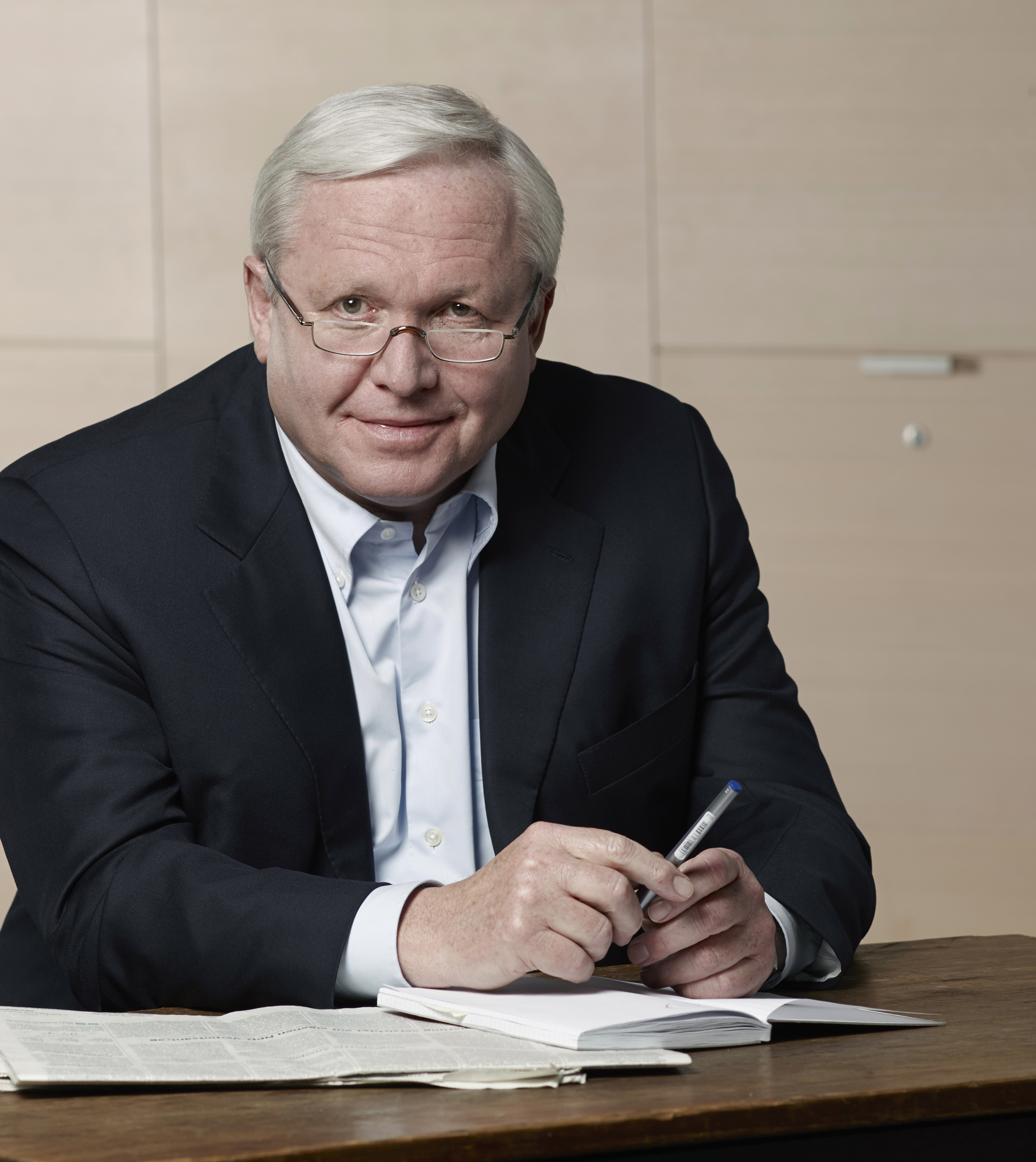
Bernhard Schulte-Drüggelte (2013)

Bernhard August Schulte-Drüggelte (* 5. Februar 1951 in Möhnesee) ist ein deutscher Politiker (CDU). Von 2002 bis 2017 war er Mitglied des Deutschen Bundestages.

## Ausbildung und Beruf
Nach der landwirtschaftlichen Lehre absolvierte Bernhard Schulte-Drüggelte ab 1970 ein Landbau-Studium an der Gesamthochschule Paderborn – Abteilung Soest, welches er 1973 als graduierter Ingenieur beendete. Anschließend studierte er an der Georg-August-Universität Göttingen und der Rheinischen Friedrich-Wilhelms-Universität Bonn, wo er 1978 als Diplom-Agraringenieur abschloss. Seitdem ist er als selbständiger Land- und Forstwirt tätig.

## Politik
Bernhard Schulte-Drüggelte trat 1972 in die CDU ein und war von 1989 bis 1995 Schatzmeister des CDU-Kreisverbandes Soest. Von 1995 bis 2015 war er dort Kreisvorsitzender der CDU. Bernhard Schulte-Drüggelte gehörte von 1979 bis 1989 dem Kreistag des Kreises Soest an.
Von 2002 bis 2017 war er Mitglied des Deutschen Bundestages. Bernhard Schulte-Drüggelte war dabei stets als direkt gewählter Abgeordneter des Wahlkreises Soest in den Bundestag eingezogen. Bei der Bundestagswahl 2002 erreichte er 44,2 %, bei der Bundestagswahl 2005 46,3 %, bei der Bundestagswahl 2009 45,8 % und bei der Bundestagswahl 2013 49,8 % der Erststimmen in Kreis Soest. Er war zuletzt Mitglied im Ältestenrat, im Haushaltsausschuss und zugleich Vorsitzender im Unterausschuss zu Fragen der Europäischen Union (Unterausschuss des Haushaltsausschusses). Zudem war er stellvertretendes Mitglied im Ausschuss für Ernährung und Landwirtschaft.
Bernhard Schulte-Drüggelte war Mitglied der Deutsch-Baltischen Parlamentariergruppe und der Deutsch-Griechischen Parlamentariergruppe des Deutschen Bundestages.

## Familie
Bernhard Schulte-Drüggelte ist verheiratet und hat vier Kinder.